# Roby, Ba Lan
Roby [ˈrɔbɨ] (tiếng Đức: Robe) là một ngôi làng thuộc khu hành chính của Gmina Trzebiatów, thuộc quận Gryfice, West Pomeranian Voivodeship, ở phía tây bắc Ba Lan. Nó nằm khoảng 8 kilômét (5 mi)   phía bắc Trzebiatów, 25 km (16 mi) phía bắc Gryfice và 93 km (58 mi) về phía đông bắc của thủ đô khu vực Szczecin.
Trước năm 1945, khu vực này là một phần của Đức. Đối với lịch sử của khu vực, xem Lịch sử của Pomerania.
Ngôi làng có dân số là 251 người.